# Isodromus ustianae
Isodromus ustianae is een vliesvleugelig insect uit de familie Encyrtidae. De wetenschappelijke naam is voor het eerst geldig gepubliceerd in 1967 door Hoffer & Trjapitzin.